# Квебрахо
Квебрахо (iсп. quebracho) — назва декількох субтропічних видів дерев з Південної Америки, їх деревини, кори і дубильного екстракту. Schinopsis balansae, S. quebracho-colorado (S. lorentzii) з родини анакардієвих дають тверду важку деревину, що містить близько 20 % таннідов. Кора Aspidos-perma quebracho-blanco (родина кутрових) містить алкалоїди (найактивніший квебрахин) і близько 25 % танінів. Інші назви дерева — кебрачо або хабі.